# Raymond Benhaim
Raymond Benhaim (in arabo ريموند بنحاييم‎?; Meknès, 1943) è un attivista marocchino.

## Biografia
Raymond Benhaim Nacque a Meknès da un'agiata famiglia ebraica marocchina della città. Il nonno paterno ricoprì la posizione di sheikh al yahud, rappresentante della comunità ebraica cittadina prima dell'instaurazione del protettorato francese, e lo zio materno ricoprì una posizione simile in seguito all'arrivo dei francesi. La famiglia Benhaim era intellettualmente incline al comunismo e all'attività indipendentista; il padre contribuì all'Esercito di Liberazione Nazionale. Studiò al Liceo Moulay Ismaïl, dove manifestò contro l'insegnamento dell'arabo dialettale in favore di quello classico e dove conobbe il professore Simon Lévy, il quale rafforzò il suo avvicinamento al comunismo. Si trasferì a Casablanca, dove militò nell'Unione Nazionale degli Studenti Marocchini e nel Partito Comunista Marocchino. Dopo un'esperienza all'Università di Parigi-Dauphine tornò in Marocco per contribuire alla fondazione dell'organizzazione clandestina marxista-leninista Ila al-Amam. Insegnò economia all'Institut Agronomique Hassan II e viaggiò attraverso il Paese insieme ai sociologi Najib Bouderbala e Paul Pascon.
In seguito a un periodo di clandestinità vissuta a Casablanca a causa delle sue attività politiche e all'arresto di decine di suoi compagni militanti, in particolare di Abraham Serfaty e Abdellatif Laabi, Benhaim abbandonò il Marocco attraverso Ceuta, rifugiandosi in Francia. Venne condannato in contumacia. In Francia insegnò all'Università di Parigi-Dauphine, lavorò come ricercatore all'Institut national de la recherche agronomique e partecipò a svariate iniziative in favore dei diritti umani in Marocco. Si impegnò in attività antisioniste, fondando in Francia nel 1976 il Front des juifs antisionistes, al quale si unirono molti altri ebrei marocchini, e contribuendo all'associazione Perspectives judéo arabe, per favorire punti di raccordo tra i palestinesi e gli ebrei arabi.
A partire dagli anni 1980 si attivò nel condannare le politiche di austerità imposte dal Fondo Monetario Internazionale e dalla Banca Mondiale ai Paesi dell'Africa. Rientrò in Marocco nel 1994, dopo che molti dei suoi compagni furono amnistiati, collaborando con il governo nel settore industriale e familiare. Entrò a far parte dell'associazione culturale Racines, della quale divenne presidente nel 2015.